# Tini titánok, harcra fel!
A Tini titánok, harcra fel! (eredeti cím: Teen Titans Go!) 2013-ban indult amerikai televíziós 2D-s számítógépes animációs kalandsorozat, amelyet Michael Jelenic és Aaron Horvath alkotott. A sorozat a 2003-tól 2006-ig futott Tini titánok című sorozat feldolgozása, amely inkább a humorra fekteti a hangsúlyt, mint az akcióra.
Amerikában 2013.  április 23-án mutatta be a Cartoon Network. Magyarországon szintén a Cartoon Network mutatta be 2014. február 10-én.

## Szereplők

### Főszereplők
- Robin – A csapat vezetője, Batman segédje, valódi nevén Dick Grayson. Szerelmes Csillagfénybe, de nem meri bevallani neki. Ebben a sorozatban szó szerint bűnözőket akar, hogy harcolhasson velük, s ezzel lenyűgözze Csillagfényt. Nagyon hatalommániás, mindenben jobb akar lenni, mint a többiek. Csapattársai - főleg Gézengúz és Cyborg - azonban nem tartják tiszteletben, s gyakran szemétkednek vele, amivel kínos helyzetbe hozzák Csillagfény előtt.
- Csillagfény (Starfire) – A Tamariann bolygóról származó lány, valódi nevén Koriand'r. Saját bolygóján ő az istencsászárnő, itt egyszerű tinédzser, Robin rajongásának tárgya. Mindent tud bolygójáról, a földi dolgokban viszont még tudatlan, ezért a többiek segítik a beilleszkedésben. Robin mindent megtesz, hogy lenyűgözze, de Csillag inkább bátyjának tekinti, semmint udvarlójának. Lézersugarat tud gerjeszteni a szemeiből és a kézfejéből.
- Cyborg – Félig ember, félig robot Cyborg, valódi nevén Victor Stone. Testét szerkentyűk és mini-komputerek borítják, valamint ágyúk, sugárvetők és kommunikátorok. Ő Gézengúz legjobb cimborája, akivel gyakran idegesíti Ravent vagy Robint. Szerelmi kapcsolatban áll a HIVE fekete mágusával, Jinxszel, s bár ezt igyekszik eltitkolni, egyre több ismerőse tud róla. Hobbija, hogy a csapat járgányát, a T-Modellt fejlesztgeti. Kedvenc ételei a vega-hamburger és a pizza.
- Raven – Raven jelentése holló, földi nevén Rachel Roth, egy féldémon lány, aki Azarathról származik. Imád a fekete mágiáról olvasni, valamint imádja a Csini-Mini Pegazust nézni a televízióban. Cyborgot a testvérének tekinti, Gézengúzhoz azonban romantikusan vonzódik, annak zaklatása ellenére. Ezt több epizód, például a "Kalózok" és "A víz és a szikla" is megerősíti. Imádja Gézengúzt, gyakran viseli a köpenyét, kedvenc étele a kókuszkrémes pite.
- Gézengúz (Beast Boy) – Gézengúz, vagyis Garfield Mark Logan, a szemtelenség megtestesítője a csapatban, Vízilény vetélytársa. Cyborg legjobb barátja, közösen videójátékoznak és Robint zaklatják. Kedvenc étele a burrito, húst nem eszik, mivel vegetáriánus. Bármilyen természetes állattá képes átváltozni. Szerelmes Ravenbe, sokszor hízeleg neki, aki fél viszonozni. Korábban Terrával járt "A víz és a szikla" részig, amikor megutálja.
- Selymi (Silkie) – Selymi egy apró, selymes szörnymoly-lárva, Csillagfény kisállata vagyis "kicsi Bumgorf"-ja. Gyilkos Moly kaptárából származik. Fizikai okok miatt valószínűleg örökké lárva marad. Nagyon falánk típus, ha éhes, bármit képes felfalni, a babatáptól a gázcsőig. Szeret ide-oda kúszni a toronyban és az udvaron, főleg Csillag körül, aki a széltől is óvja.

### H.I.V.E. Banda
A H.I.V.E. Banda vagy Kaptár Banda egy tinédzser szuper bűnözőzőkből álló csapat, a titánok riválisai és ellenségei.
- Gizmo – Gizmo egy mini tudós, aki különböző gépi fegyvereket és gyilkos robotokat gyárt. Annak ellenére, hogy nagyon alacsony, ő a csapat vezére. Ő Cyborg legfőbb riválisa. Növekedési betegsége van, emiatt sokan babának gondolják, Cyborg sokszor szórakozik evvel. Az eredeti sorozatban Gizmot éretlen, sznob fiúnak tekintik, itt azonban sokkal inkább megvetik őt, kissé paranoiás modora miatt.
- Mammoth – Mammoth egy izmos, mutálódott tinédzser, az első HIVE harcosok közé tartozott. Nagyon magas és izmos, általában Gézengúzzal harcol. Nagyon kevésszer beszél, de hatalmas ereje van.
- Jinx – Ő a csapat mágusa, aki tudja irányítani egyes emberek sorsát. Nő létére nagyon könyörtelen ellenségeivel és barátaival is. Titokban szerelmes Cyborgba, amely az "Ellenségek" epizódban derül ki. Ő Raven legnagyobb ellenfele. Az eredeti sorozatban szerelmes volt Egy-Szembe.
- Egy-Szem / Messzelátó / Csupaszem (See-More) – Egy-Szem, valódi nevén Seymour, egy metahumán fiú, aki legtöbbször Csillagfénnyel harcol. Egy különleges maszkot visel, melyen egy nagy szem található. Ezt több funkcióra is be tudja állítani, például röntgenre, lézerre és fagyasztóra is. Gyakran látni Számos Billyvel. Eredetileg Jinx szerelme.
- Számos Billy / Számtalan Billy (Billy Numerous) – Billy szintén metahumán, aki egy vörös harci páncélzatot hord. Ennek segítségével képes klónozni magát. Úgy tűnik, ő egy komikus tagja a HIVE-nak, a "Jövünk, megyünk" részben például saját klónjával videójátékozik. Imádja a tűzijátékokat.

### Egyéb bűnözők
- Terra – Terra, igazi nevén Tara Markov, egy kíméletlen tinédzserlány, a titánok egyik ellenfele. Kesztyűivel és elméjével képes a köveket mozgatni, a kis kavicsoktól a hatalmas sziklákig. Nem igazán bűnöző, inkább zsoldos, aki bármit megtesz, ha felbérelik. A "Légy az enyém!" epizódig Gézengúz barátnője, onnantól Vízilénnyel jár. "A víz is a szikla" részben Raven és Gézengúz puszta féltékenységből tönkretették a randevújukat, majd a szemét dimenzióba hajították őket, mert Terra megcsalta Gézengúzt, Vízilény pedig Ravent.
- Feketetűz (Blackfire) – Feketetűz, igazi nevén Komand'r, Csillagfény nővére. Annak ellenére, hogy tiszta szívű tamarann-i famíliából származott, Feketetűz egy gonosz lány, aki számtalanszor próbálta tönkretenni az istencsászárok munkáját. A "Mr. Hátsó"-ban megszökik a börtönéből, s a földre menekül. Itt személyazonosságot cserél Csillagfénnyel, akit így elfognak és börtönbe zárnak a Tamariann-drónok.
- Vér Tesó / Blood testvér (Brother Blood) – Vér Tesó (szójáték, a vértes és a tesó szóból) a H.I.V.E. Akadémia igazgatója, a H.I.V.E. Banda egykori vezére. Ő Cyborg főellensége, az eredeti sorozatban ő is fél-kiborg volt. Fegyvereket és idegen-technológiákat lop, azokkal kereskedik és támad. Robotsegédje, a lánctalpú Kínzó-bot, egy ideig Cyborg "kis-kedvence" volt.
- Trigon – Trigon Raven ízig-vérig démon apja, Azarath egykori véreskezű uralkodója. Nagyon könyörtelen és megszállott, ha valamit meg akar kaparintani, azt a legfájdalmasabban szerzi meg. Szarvaival képes portálokat nyitni más dimenziókba. Ebben a sorozatban nem olyan kegyetlen, mint az eredetiben, itt inkább tiszteletlen és vad. Amikor például a "Hálaadás"-ban Gézengúz patkány-barátai megeszik a pulykát, Trigon elcsalja majd pulykává változtatja Cyborgot, s egy kivégző baltával le akarta vágni.
- A Távirányító Ura / Tévéőrült (Control Freak) – Tévéőrült egy elhízott tudós, aki a mindenható távirányítójával minden elektromos tárgyat képes irányítani, például a tévéket, számítógépeket, bankautomatákat, iratmegsemmisítőket és sok mást. Úgy tűnik, elmebeteg, mert a távirányítója nélkül jelentéktelennek találja magát. Eddig a "Barátság" és a "A negyedik fal" című epizódokban kapott fontosabb szerepet.
- Mumbo Jumbo – Mumbo Jumbo, magyarra fordítva "Hókusz Pókusz", egy gyakori gengszter, aki bűvészmutatványokkal és varázstrükkökkel lop ékszert és pénzt Jump City-ből. Legtöbbször Ravennel harcol. Először az "Igazi varázslat"-ban láthatjuk.
- Dr. Fény (Dr. Light) – Dr. Fény, igazi nevén Arthur Light, egy tudós és pénzimádó csaló, aki gyakran követ el bűncselekményeket, mint a bakrablás vagy a múzeumi értéktárgyak ellopása. A napenergiát használja energiának, a ruhájába épített fegyverek is ezzel működnek. Ő az egyik leggyakrabban visszatérő karakter a H.I.V.E. Banda után. Az eredeti sorozatban rettegett Raventől, amikor az tudtán kívül majdnem meggyilkolta a tudóst.
- Gyilkos Moly (Killer Moth) – Gyilkos Moly, valódi nevén Dury Walker, egy entomológus, aki a mutációt tanulmányozza, valamint egy szuper-gazember. Gyilkos Moly végső célja, hogy a mutáns lepke seregével Jump City felett uralkodhasson. Selymi is tőle származik, de a titánok kabalaállata legyőzte. Először a "Selymi eltűnése" című epizódban láthatjuk, másodjára a "Croissant"-ban, s utólag az "Im the Sauce"-ben. Utóbbi kettő mind a harmadik évadban volt, a második évadban ugyanis még egy utalás sem volt Gyilkos Molyra.
- Cica van Cleer / Cic-Mic (Kitten) – Cic-Mic egy fiatal bűnözőlány, Gyilkos Moly inasa, aki imádja a csillogó-villogó dolgokat és a pénzt. Nagyon kényes és lusta. Eddig csak három epizódban láthatjuk, először "A bal láb"-ban.
- Kőtömb / Parázs (Cinderblock) – Kőtömböt először a "Kupaktanács"-ban láthatjuk. Ő egy hatalmas szikla szörny, aki szürkés lila kőtéglákból áll. Imád rombolni és trancsírozni, hatalmas karjaival könnyen ledönt épületeket.
- Plasmus / Plazma – Plasmus valójában egy Otto Von Fürth nevű tinédzser fiú, aki egy genetikai betegség miatt csak alvás közben emberi, ébren egy gusztustalan szörnyeteg. Ez idő alatt folyamatosan tombol.
- Az Agy (The Brain) – Az Agy egy gonosz bűnöző emberi agya, akit egy robottestbe zártak. Úgy tűnik, elmebeteg, aki mindenképpen gyilkolászni akar. Nagyon könyörtelen, főleg Gézengúzzal, aki folyamatosan felcseréli nevét, s Briannak nevezi. Ő a The Brotherhood of Evil vezetője.
- Monsieur Mallah – Monsieur Mallah az Agy gorilla segédje, a The Brotherhood of Evil tagja. Először a "Brian"-ban láthatjuk, amikor az Agy túszul ejti a titánokat az erődítményében.
- Mae-Eye Mama (Mother Mae-Eye) – Mae-Eye Mama egy boszorkány, akit először a "Pitepajtások"-ban láthatunk. Szenvedélye a pitekészítés, ám azt rendszeresen kábítószerrel tölti meg, s aki megeszi, nem veszi észre, hogy Mae-Eye Mama meg akarja sütni.
- Kyd Wykkyd – Kyd Wykkyd kiskorú gazember a sorozatban, akit először a "Száj nélkül"-ben láthatunk. Sötét lila csuklyát visel, s denevérszerű maszkot.
- Slade Joseph Wilson – Slade Joseph Wilson, egyszerűsítve Slade, egy bérgyilkos és emberrabló, Rose apja. Egy fekete-narancssárga maszkot hord, valószínűleg, hogy elfedje szétroncsolódott arcát. Ebben a sorozatban személyesen soha nem láthatjuk, csak utalások vannak rá.
- Rose Wilson – Rose Slade pszichopata lánya, aki szemkötőt hord. Először a "Kúl suli"-ban láthatjuk, amikor megszökik a Fiatalkorúak Javítóintézetéből. A titánok visszaviszik ugyan, de Raven kihozza azzal, hogy ő lesz a "házi őrizete". Igaz, valójában összebarátkozik a lánnyal, miután az megmutatja, hogy kell coolosnak lenni.

### Egyéb hősök
- Kölyök Flash / Kölyök Villám (Kid Flash) – Kölyök Flash, igazi nevén Wally West, egy fiatal szuperhős, akinek szuper-gyorsasága van. Jelenleg csak két epizódban láthatjuk. A "Többtrükkös póni"-ban egy futóversenyen legyőzi Robint, amelytől ideiglenesen ő lesz a csapatvezér, amíg Robin újra le nem győzi. Később, a "Gézengúz felnőtt"-ben egy interjúmagazinban láthatjuk. Az igazság ifjú ligájától eltérően Kölyök Flash itt jóval hiúbb és önimádóbb. Utóbbi sorozatban nem rivalizál Robinnal úgy, mint itt.
- Batgirl – Batgirl, avagy Barbara Gordon, James Gordon lánya, Robin jövőbeli szerelme. Tulajdonképpen Batman női megfelelője. Először a "Hazug Csillag"-ban láthatjuk, kiegészítő karakterként, majd a "Bepillantás a jövőbe" című epizódban, ahol már beszélő szerepe is van.
- Poszméh (Bumblebee) – Poszméh, valódi nevén Karen Beecher, a Keleti Titánok vezetője. Először a "Csillagfény, a hazug" egyik visszaemlékező jelenetében láthatjuk. Egykor egy poszméhkaptár királynője volt, majd a H.I.V.E. Akadémia ideiglenes tanulója. Le tud zsugorodni a darazsak méretére, s képes ellenállni Vér Tesó agykontrolljának.
- Vízilény (Aqualad) – Vízilény, igazi nevén Kaldur'ahm, eredetileg a Keleti Titánok egyik tagja volt. Képessége, hogy irányíthatja a tengeri állatok elméjét, s befolyásolhatja a hullámok ütemét. Mivel a tenger az otthona, nem szeret halat vagy vízi növényeket enni. A szerelem terén Gézengúzzal rivalizál. A "Kalózok"-ban meglátogatja a titánokat, s vonzani kezdi Ravent. Végül, egy élet-halál harcban Gézengúz legyőzi Vízilényt, ám ezzel nem nyeri el Ravent. Később, "A víz és a szikla" epizódban Vízilény bosszúból Terrával kezd járni, amire Gézengúz válaszul Ravennel részt vesz egy kamurandin.
- Mas és Menos (Más y Menos) – Mas és Menos afféle koboldok, akik, ha egymás tenyerébe csapnak, egy magas elektromos energiát alkotnak. Ezzel képesek túlszárnyalni a fénysebességet és hatalmasakat ütni. Eredetileg szintén a Keleti Titánokhoz tartoztak. A 48. epizódban, amelyet róluk neveztek el (Mas és Menos), rövid időre beállnak a titánokhoz. Mindenkivel kijönnek, kivéve Robinnal, aki mindenáron az edzőjük akart lenni, ez rövidesen zaklatásba torkollott át. Mas és Menos eredetileg csak spanyolul beszéltek, itt már más nyelvet is ismernek.
- Speedy / Fürge / Arsenal – Speedy, valódi nevén Roy Harper, egy íjász, aki rendkívül ügyesen bánik a nyilakkal. Ezekből nagyon sokféle van, olyan is, amelynek gránátot tettek a végére. Eddig "A randi"-ban kapott nagyobb szerepet. Robin randira akarta hívni Csillagfényt, ám Speedy már korábban meghívta egy étterembe. Robin ezért elrabolja Speedyt, s a ruhájába bújva randevúzik a lánnyal. Speedy eredetileg a Keleti Titánok tagja volt.

## Magyar változat
A szinkront a Turner Broadcasting System megbízásából az SDI Media Hungary készítette.
- Magyar szöveg: Nagy Gabi (1x01-52), Imri László Adrián (2x01-33, 39-43, 45-46; 3x05, 16-21, 26, 34, 37-45, 47-53; 4x01-22, 24-52, 5x01-24, 26-27, film, Toplistás titánok), Szalay Csongor (2x47-52; 3x01-04, 06-15), Varga Fruzsina (2x34-38, 44), Lai Gábor (3x21-25, 27-33, 35-36; 4x23), Jánosi Emese (5x28-32, 47, 49; 6x01-02)
- Hangmérnök: Bokk Tamás, Erdélyi Imre, Kállai Roland, Böhm Gergely
- Vágó: Bokk Tamás, Kránitz Bence, Wünsch Attila
- Gyártásvezető : Molnár Melinda, Újréti Zsuzsa
- Szinkronrendező: Csere Ágnes, Egyed Mónika, Járai Kíra
- Produkciós vezető: Németh Napsugár, Marjai Szabina, Csete Réka
- Felolvasó: Korbuly Péter, Rábai Balázs Bordi András, Galambos Péter

Magyar hangok:
- Ács Balázs – Wally T
- Albert Péter - Albert Jelenic (Berto) (1. hang)
- Bácskai János - Trigon (2. hang) (1 rész)
- Baráth István – Zan, Whack-A-Doodles reklámozó, Jelly Roll, Ezüstkori Robin, Darkseid (1. hang), Frank Enea (B.E.R.)
- Barbinek Péter – Sebhelyes-sarcú
- Bardóczy Attila – A kanapé szelleme (1. hang)
- Bogdányi Titanilla – Rose Wilson
- Bognár Tamás – Pizzakirály, gengszterek, virtuális pitevadász
- Bolla Róbert – Rémpofa
- Csifó Dorina - Poszméh
- Csuha Bori – Csillagfény, Nyéfgallics, Hyden Walch
- Csuha Lajos – TV, virtuális öregember, kapitány
- Dézsy Szabó Gábor – Batman (Batman: A rajzfilmsorozat), Darkseid (2. hang), Könyvvarázsló, Marv Wolfman, Sólyomember, Bakancspofa
- Dolmány Attila – Donatello
- Dózsa Zoltán – Cyborg, Grobyc, Khary Payton
- Dögei Éva – Feketetűz (1.hang), Anyatermészet, Gézenlány
- Eke Angéla – Jayna
- Elek Ferenc – Egy-Szem, Bola, Winston Q. Dingbert, Húsvéti nyuszi, Doktor Hold
- Élő Balázs – egyik őr a Fiatal Korúak Javítóintézetében
- Előd Álmos – Robin (2. évadtól), Speedy (1.hang), Robin parazita ikertestvére, Nibor, Scott Menville
- Előd Botond – Robin (1. évad)
- Endrédi Máté – A Zippy's Pizza bemondója, kidobós-kommentátor
- Fekete Zoltán – A kanapé szelleme (2. hang), Mr Mind, Játékmester(Master of Games), Csimpánz nyomozó (2. hang), Bozont Rogers
- Fellegi Lénárd – Kínzó-bot, Fájdalom-robot
- Forgács Gábor – Vízilény (55. epizód végén), Gyilkos Moly, Ed, idős férfi, Második Mikulás, Denevérbarlang hangszkennere, A mágia istene, révész a Halál Birodalmában, Mr. Grayson
- Gacsal Ádám - Kölyök Flash (2. hang)
- Gáspár Kata – Terra
- Halász Aranka -Erzsébet királynő
- Hámori Eszter - Diána Blake
- Hermann Lilla - Dingbat
- Horváth Illés – Számos Billy, Vízilény (86. epizód), egyik fogorvos, John, Tim Drake (Red Robin), William "Billy" J. Reagan (B.E.R.)
- Horváth-Töreki Gergely – Carl Burnett (B.E.R.)
- Holl Nándor - Dr. Hadsereg, Játékmester (Toy Master)
- Imre István – A Hang Robin fejében, munkavállaló, George Washington
- Joó Gábor – Cyborg egyik unokája
- Kapácsy Miklós – A bohóc, Az Agy (139. epizód,2.hang), Agykeselyű, B.B. Kobold
- Kassai Károly – Tévéőrült (2.hang),Old Mcdonald, Hivatalnok, Lord Bébifül
- Kerekes József - Hálaadási pulyka
- Kiss Erika – Mrs. Grayson
- Kiss Virág – Csuporka (Pindúr pandúrok)
- Kisfalusi Lehel - Tévéőrült (3. hang), H.A.M.I.S, Katarou, Úriember szellem, Booster Gold, Lex Luthor
- Kokas Piroska – focitroll
- Laudon Andrea – Cic-Mic, Harley Quinn
- Maday Gábor - Szola, Thompson
- Madarász Éva - Vilma Dinkley
- Magyar Bálint – Cyborg (énekhang, 62. epizód), Tévéőrült ( 1.hang), Kölyök Flash (1. hang), pizzafutár, Csimpánz nyomozó(1.hang), tanár a Kúl suliban, Robotember
- Melis Gábor – A futópad szelleme, Scooby-Doo
- Mezei Kitty – A fütyülés mestere, Wonder Woman (DC Super Hero Girls)
- Minárovits Péter - Michael Jelenic
- Molnár Ilona-Fekete Kanári
- Molnár Levente - Speedy (2. hang)
- Moser Károly - Fred Jones
- Nádasi Veronika – Raven (énekhang, 61. epizód), Feketetűz (2.hang)
- Nemes Takách Kata – Raven, Nevar, Tara Strong, (Kata)
- Németh Gábor – Vidámpark menedzser, Lion-O, Albert Jelenic (Berto) (2. hang), Alfred Pennyworth
- Nikas Dániel – Gizmo (8. epizód)
- Orosz Ákos - Kelvin Mercer (De La Soul)
- Pavletits Béla – fogtündér (1. hang), CeeLo Green
- Pál András – Vízilény
- Pál Tamás – LeBron James, a Pindúr pandúrok narrátora (144. epizód)
- Papucsek Vilmos – Dr. Fény (1. hang), Az Agy(1.hang), az univerzum fája (1. hang)
- Pekár Adrienn - Green Lantern (DC Super Hero Girls)
- Pipó László – az Univerzumfa őrzői, Fogtündér, leprikón
- Potocsny Andor – Mammoth, Pete Wentz (Fall Out Boy), Jim Gordon (Batman: A rajzfilmsorozat)
- Juhász Levente – Penge (Birdarang)
- Pupos Tímea – Jinx, Mini, Parry, Tökéletes szendvics
- Pusztaszeri Kornél – Zokni mágus, Mikulás
- Renácz Zoltán – Randy
- Sarádi Zsolt – Dr. Fény (2. hang), Carlos, másik őr a Fiatalkorúak Javítóintézetében, Halál, Vegethor, A Halloween kísértete, Rosszkedv
- Sági Tímea – Mae-Eye Mama, Elastigirl
- Schneider Zoltán- Brek, Cápakirály
- Seszták Szabolcs – Gizmo
- Simon Eszter – Rémes Teri
- Simonyi Réka – Batgirl, másik pusztító iker
- Sipos Eszter Anna - Supergirl (DC Super Hero Girls)
- Szabó Máté – Cyborg (énekhang), Csípős paprika, Vincent Mason (De La Soul), Vibráló (Vibe)
- Szalay Csongor – Gézengúz, Gúzengéz, favágó fickó, Greg Cipes
- Szilágyi Csenge – lila hajú tinédzserlány
- Szokol Péter – Mas, Menos, Michelangelo, gólya, áfonya rönk, mókus, játékkészíttető krampusz, Cafat, malacmester, Főnök, Joker
- Szórádi Erika – Klatak
- Szűcs Péter Pál – Carrie Kelly (Robin), Andy Hurley (Fall Out Boy)
- Tóth Judit – idős asszony
- Törköly Levente – Mohó Jojó (Pindúr pandúrok)
- Törtei Tünde – Csini, járókelő szőke kislány, másik pusztító iker, A Suttogó, Sziporka (Pindúr pandúrok)
- Vadász Bea – Puszedli (Pindúr pandúrok)
- Vágó Bernadett – Sonia Conchita Hernández
- Varga Gábor – Dr. Fény (3. hang), Vér Tesó, Trigon (1.hang), Vízilény (Kaldur'ahm), Flex
- Varga Rókus - Ultralak
- Vass Gábor – Gólkirály
- Vida Péter – Mumbo Jumbo, Az Agy (3.hang)
- Welker Gábor - Aaron Horvath

További magyar hangok: Laurinyecz Réka, Lénárt László, Lipcsey-Collini Borbála, Pintér Mónika

## Epizódok
| Évad | Évad | Epizódok | Eredeti sugárzás  | Eredeti sugárzás     | Magyar sugárzás      | Magyar sugárzás     |
| Évad | Évad | Epizódok | Évadpremier       | Évadfinálé           | Évadpremier          | Évadfinálé          |
| ---- | ---- | -------- | ----------------- | -------------------- | -------------------- | ------------------- |
|      | 1    | 52       | 2013. április 23. | 2014. június 5.      | 2014. február 10.    | 2014. június 11.    |
|      | 2    | 52       | 2014. június 12.  | 2015. július 30.     | 2015. március 2.     | 2016. február 14.   |
|      | 3    | 53       | 2015. július 31.  | 2016. október 13.    | 2016. június 6.      | 2017. június 17.    |
|      | 4    | 52       | 2016. október 20. | 2018. június 25.     | 2017. június 19.     | 2018. augusztus 31. |
|      | 5    | 52       | 2018. június 25.  | 2020. április 4.     | 2019. március 4.     | 2020. június 4.     |
|      | 6    | 52       | 2019. október 4.  | 2021. május 1.       | 2020. szeptember 14. | 2021. május 21.     |
|      | 7    | 52       | 2021. január 8.   | 2022. szeptember 16. | 2021. november 1.    | 2022. november 22.  |
|      | 8    | 42       | 2022. október 7.  | 2024. november 30.   | 2023. szeptember 4.  | 2024. november 30.  |
|      | 9    | 52       | 2025. március 1.  |                      | 2025. március 24.    |                     |